# Impatiens sikkimensis
Impatiens sikkimensis är en balsaminväxtart som beskrevs av Rafaël Herman Anna Govaerts och Chakrab. Impatiens sikkimensis ingår i släktet balsaminer, och familjen balsaminväxter. Inga underarter finns listade i Catalogue of Life.